# St. Marien (Thun)

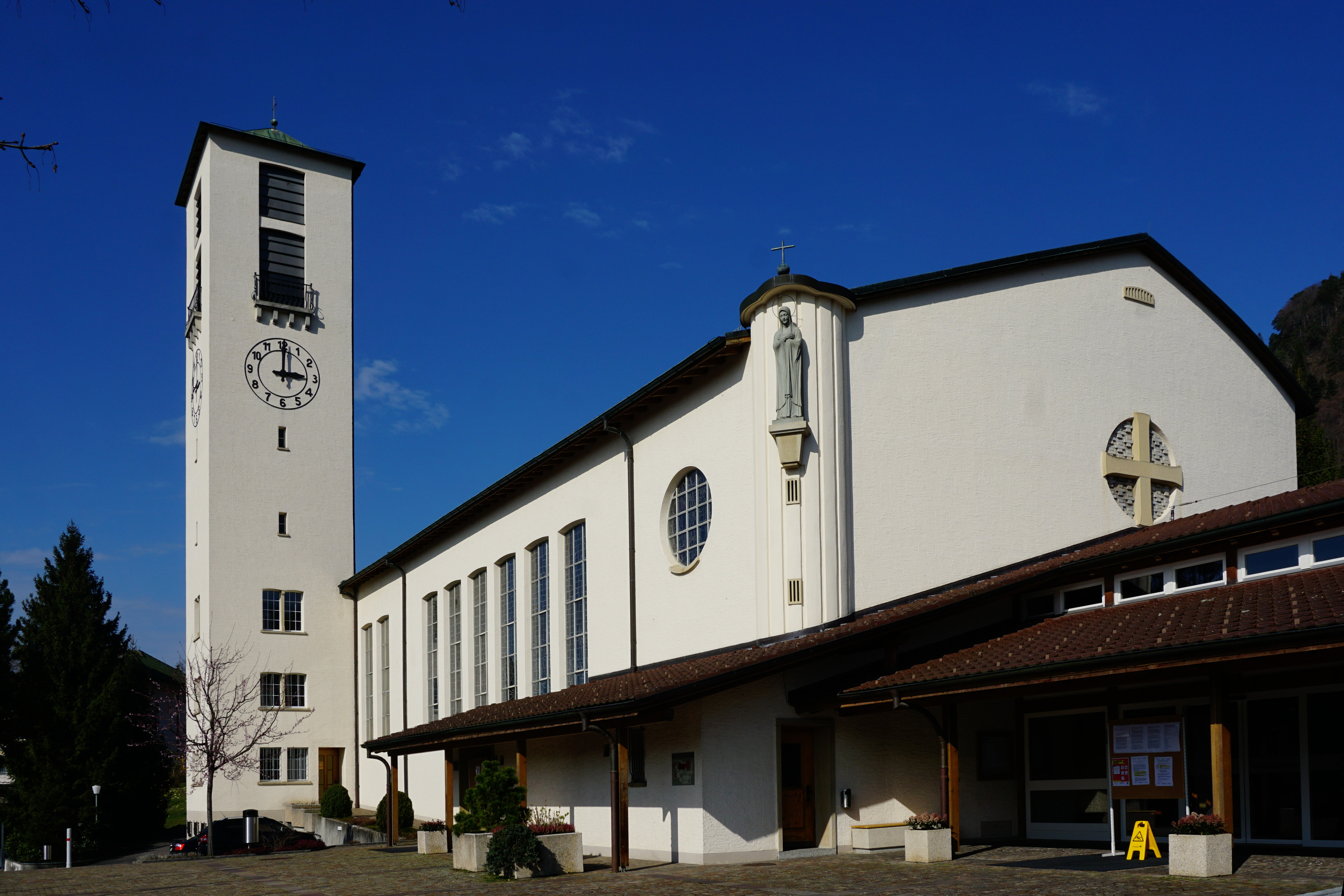
St. Marien Thun

Die Kirche St. Marien (oder Marienkirche) ist eine römisch-katholische Kirche in Thun im Kanton Bern in der Schweiz.

## Geschichte
Die erste katholische Kirche St. Marien stammt aus dem Jahr 1893. Das Einzugsgebiet erstreckte sich damals über das gesamte Berner Oberland sowie das südliche Mittelland bis und mit Münsingen. 1953 wurde ein Neubau eingeweiht, 1987 zusätzlich ein Mehrzweckbau errichtet. Die ursprüngliche Kirche wird weiter als Kapelle benutzt.
Das Einzugsgebiet der Pfarrei besteht aus 17 politischen Gemeinden in Oberland und Mittelland östlich der Aare.